# Canottaggio ai Giochi della XXVIII Olimpiade - 2 di coppia pesi leggeri femminile
La gara di 2 di coppia pesi leggeri femminile dei Giochi della XXVIII Olimpiade si è svolta tra il 15 e il 22 agosto 2004.

## Batterie
Hanno partecipato alle batterie di qualificazione 18 equipaggi, suddivisi in 3 batterie: i vincitori di ogni batteria si sono qualificati direttamente per le semifinali A e B, gli altri sono andati ai ripescaggi.
15 agosto 2004
| Posizione | Nazione  | Atleta                                | Tempo        |
| --------- | -------- | ------------------------------------- | ------------ |
| 1         | Romania  | Constanța Burcică e Angela Alupei     | 6'50"64 SA/B |
| 2         | Polonia  | Magdalena Kemnitz e Ilona Mokronowska | 6'51"46 R    |
| 3         | Spagna   | Teresa Mas de Xaxars e Eva Mirones    | 7'02"33 R    |
| 4         | Grecia   | Maria Sakellaridou e Chrysi Biskitzī  | 7'05"52 R    |
| 5         | Giappone | Kahori Uchiyama e Akiko Iwamoto       | 7'14"04 R    |
| 6         | Vietnam  | Hiền Phạm Thị e Nguyễn Thị Thị        | 7'42"43 R    |

| Posizione | Nazione     | Atleta                                 | Tempo        |
| --------- | ----------- | -------------------------------------- | ------------ |
| 1         | Germania    | Daniela Reimer e Claudia Blasberg      | 6'52"47 SA/B |
| 2         | Cina        | Xu Dongxiang e Li Qian                 | 6'54"66 R    |
| 3         | Paesi Bassi | Kirsten van der Kolk e Marit van Eupen | 7'00"46 R    |
| 4         | Stati Uniti | Lisa Schlenker e Stacey Borgman        | 7'04"01 R    |
| 5         | Ungheria    | Edit Stift e Mónika Remsei             | 7'12"79 R    |
| 6         | Messico     | Gabriela Huerta e Aline Olvera         | 7'18"16 R    |

| Posizione | Nazione       | Atleta                              | Tempo        |
| --------- | ------------- | ----------------------------------- | ------------ |
| 1         | Australia     | Sally Newmarch e Amber Halliday     | 6'49"90 SA/B |
| 2         | Canada        | Mara Jones e Fiona Milne            | 6'53"47 R    |
| 3         | Danimarca     | Juliane Rasmussen e Johanne Thomsen | 6'56"62 R    |
| 4         | Gran Bretagna | Helen Casey e Tracy Langlands       | 6'59"19 R    |
| 5         | Cuba          | Dailin Taset e Ismaray Marrero      | 7'18"35 R    |
| 6         | Argentina     | Milka Kraljev e Lucía Palermo       | 7'25"11 R    |

## Ripescaggi
I primi 3 equipaggi si sono qualificati per le semifinali A e B, gli altri hanno disputato la finale C.
17 agosto
| Posizione | Nazione       | Atleta                             | Tempo        |
| --------- | ------------- | ---------------------------------- | ------------ |
| 1         | Cina          | Xu Dongxiang e Li Qian             | 6'54"48 SA/B |
| 2         | Gran Bretagna | Helen Casey e Tracy Langlands      | 6'59"63 SA/B |
| 3         | Spagna        | Teresa Mas de Xaxars e Eva Mirones | 7'02"91 SA/B |
| 4         | Ungheria      | Edit Stift e Mónika Remsei         | 7'07"69 FC   |
| 5         | Vietnam       | Hiền Phạm Thị e Nguyễn Thị Thị     | 7'35"29 FC   |

| Posizione | Nazione     | Atleta                                | Tempo        |
| --------- | ----------- | ------------------------------------- | ------------ |
| 1         | Polonia     | Magdalena Kemnitz e Ilona Mokronowska | 6'53"74 SA/B |
| 2         | Stati Uniti | Lisa Schlenker e Stacey Borgman       | 6'54"12 SA/B |
| 3         | Danimarca   | Juliane Rasmussen e Johanne Thomsen   | 6'57"84 SA/B |
| 4         | Giappone    | Kahori Uchiyama e Akiko Iwamoto       | 7'07"07 FC   |
| 5         | Argentina   | Milka Kraljev e Lucía Palermo         | 7'23"22 FC   |

| Posizione | Nazione     | Atleta                                 | Tempo        |
| --------- | ----------- | -------------------------------------- | ------------ |
| 1         | Paesi Bassi | Kirsten van der Kolk e Marit van Eupen | 6'52"53 SA/B |
| 2         | Canada      | Mara Jones e Fiona Milne               | 6'54"04 SA/B |
| 3         | Grecia      | Maria Sakellaridou e Chrysi Biskitzī   | 7'04"98 SA/B |
| 4         | Cuba        | Dailin Taset e Ismaray Marrero         | 7'14"01 FC   |
| 5         | Messico     | Gabriela Huerta e Aline Olvera         | 7'23"07 FC   |

## Semifinali
I primi tre equipaggi delle semifinali A e B si sono qualificati per la finale A.
19 agosto 2004
| Posizione | Nazione       | Atleta                                 | Tempo      |
| --------- | ------------- | -------------------------------------- | ---------- |
| 1         | Romania       | Constanța Burcică e Angela Alupei      | 6'51"84 FA |
| 2         | Paesi Bassi   | Kirsten van der Kolk e Marit van Eupen | 6'53"10 FA |
| 3         | Germania      | Daniela Reimer e Claudia Blasberg      | 6'53"43 FA |
| 4         | Stati Uniti   | Lisa Schlenker e Stacey Borgman        | 6'54"16 FB |
| 5         | Gran Bretagna | Helen Casey e Tracy Langlands,         | 6'59"23 FB |
| 6         | Grecia        | Maria Sakellaridou e Chrysi Biskitzī   | 7'15"45 FB |

| Posizione | Nazione   | Atleta                                | Tempo      |
| --------- | --------- | ------------------------------------- | ---------- |
| 1         | Australia | Sally Newmarch e Amber Halliday       | 6'54"01 FA |
| 2         | Polonia   | Magdalena Kemnitz e Ilona Mokronowska | 6'54"49 FA |
| 3         | Cina      | Xu Dongxiang e Li Qian                | 6'55"66 FA |
| 4         | Canada    | Mara Jones e Fiona Milne              | 6'56"64 FB |
| 5         | Danimarca | Juliane Rasmussen e Johanne Thomsen   | 7'01"98 FB |
| 6         | Spagna    | Teresa Mas de Xaxars e Eva Mirones    | 7'09"21 FB |

## Finali
Le finali B e C si sono disputate il 21 agosto 2004, mentre la finale A si è svolta il giorno dopo.
| Posizione | Nazione     | Atleta                                 | Tempo   |
| --------- | ----------- | -------------------------------------- | ------- |
|           | Romania     | Constanța Burcică e Angela Alupei      | 6'56"05 |
|           | Germania    | Daniela Reimer e Claudia Blasberg      | 6'57"33 |
|           | Paesi Bassi | Kirsten van der Kolk e Marit van Eupen | 6'58"54 |
| 4         | Australia   | Sally Newmarch e Amber Halliday        | 6'59"91 |
| 5         | Cina        | Xu Dongxiang e Li Qian                 | 7'02"05 |
| 6         | Polonia     | Magdalena Kemnitz e Ilona Mokronowska  | 7'04"48 |

| Posizione | Nazione       | Atleta                               | Tempo   |
| --------- | ------------- | ------------------------------------ | ------- |
| 1         | Stati Uniti   | Lisa Schlenker e Stacey Borgman      | 7'23"40 |
| 2         | Canada        | Mara Jones e Fiona Milne             | 7'26"07 |
| 3         | Gran Bretagna | Helen Casey e Tracy Langlands        | 7'29"12 |
| 4         | Danimarca     | Juliane Rasmussen e Johanne Thomsen  | 7'32"58 |
| 5         | Spagna        | Teresa Mas de Xaxars e Eva Mirones   | 7'41"23 |
| 6         | Grecia        | Maria Sakellaridou e Chrysi Biskitzī | 7'48"42 |

| Posizione | Nazione   | Atleta                          | Tempo   |
| --------- | --------- | ------------------------------- | ------- |
| 1         | Giappone  | Kahori Uchiyama e Akiko Iwamoto | 7'37"46 |
| 2         | Cuba      | Dailin Taset e Ismaray Marrero  | 7'42"20 |
| 3         | Ungheria  | Edit Stift e Mónika Remsei      | 7'45"05 |
| 4         | Messico   | Gabriela Huerta e Aline Olvera  | 7'48"02 |
| 5         | Argentina | Milka Kraljev e Lucía Palermo   | 7'54"32 |
| 6         | Vietnam   | Hiền Phạm Thị e Nguyễn Thị Thị  | 8'14"80 |